# Ramalhal
Ramalhal es una freguesia portuguesa del municipio de Torres Vedras, con 36,90 km² de superficie y 3.052 habitantes (2001). Su densidad de población es de 82,7 hab/km².